# Sławomir Kohut
Sławomir Kohut, nacido el 18 de septiembre de 1977 en Cieszyn, es un ciclista polaco, que fue profesional de 2001 a 2014. 

## Palmarés
2001
- 2º en el Campeonato de Polonia Contrarreloj

2003
- 1 etapa del Tour de Bohemia
- 3º en el Campeonato de Polonia Contrarreloj

2004
- Campeonato de Polonia Contrarreloj
- 1 etapa de la Semana Lombarda
- 1 etapa de la Carrera de la Paz
- Bałtyk-Karkonosze Tour, más 1 etapa